# بز صخره‌پر
بز صخره‌پر (نام علمی: Oreotragus oreotragus) نام یک گونه از تیره گاوان است.

## نگارخانه

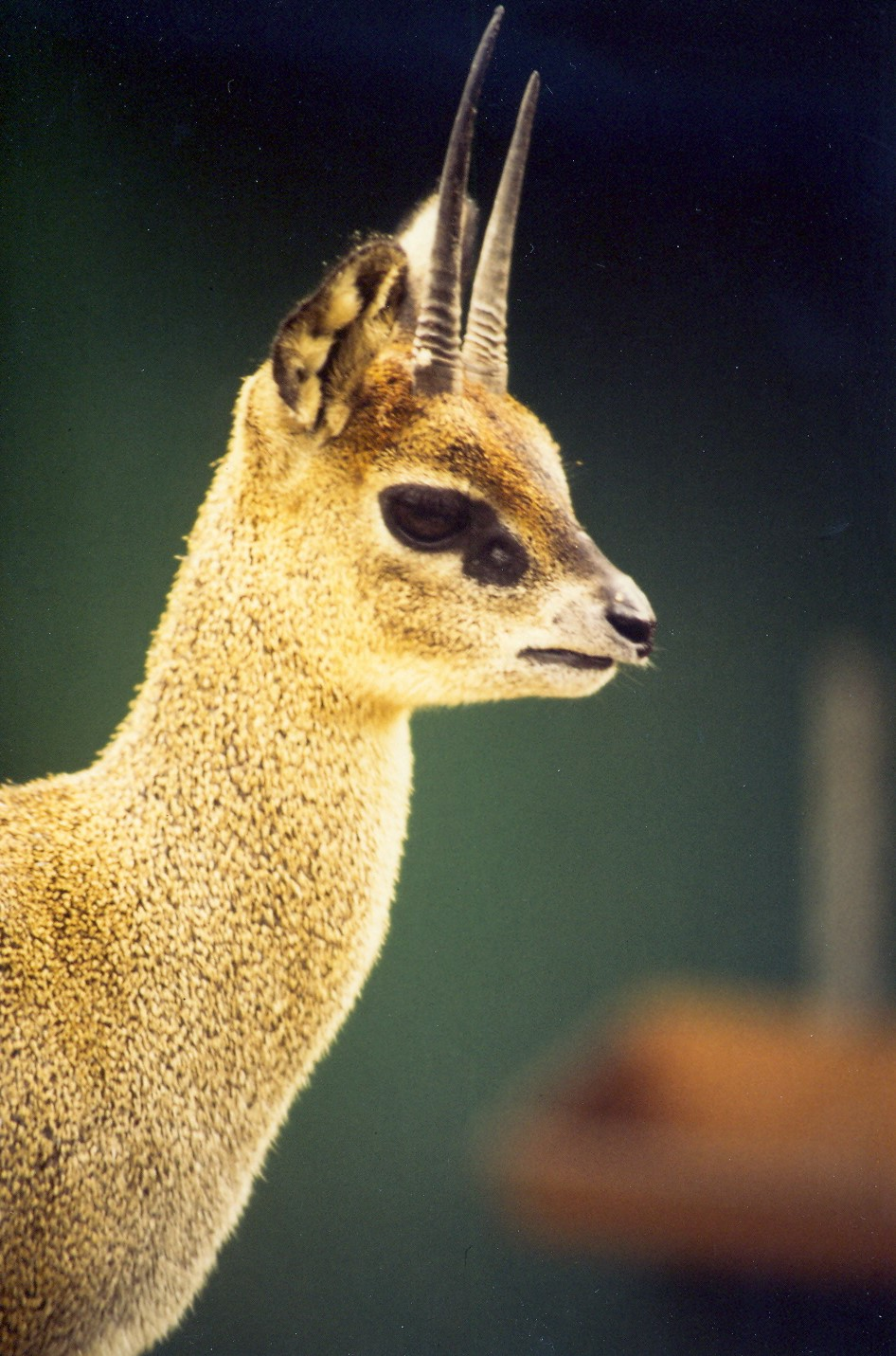
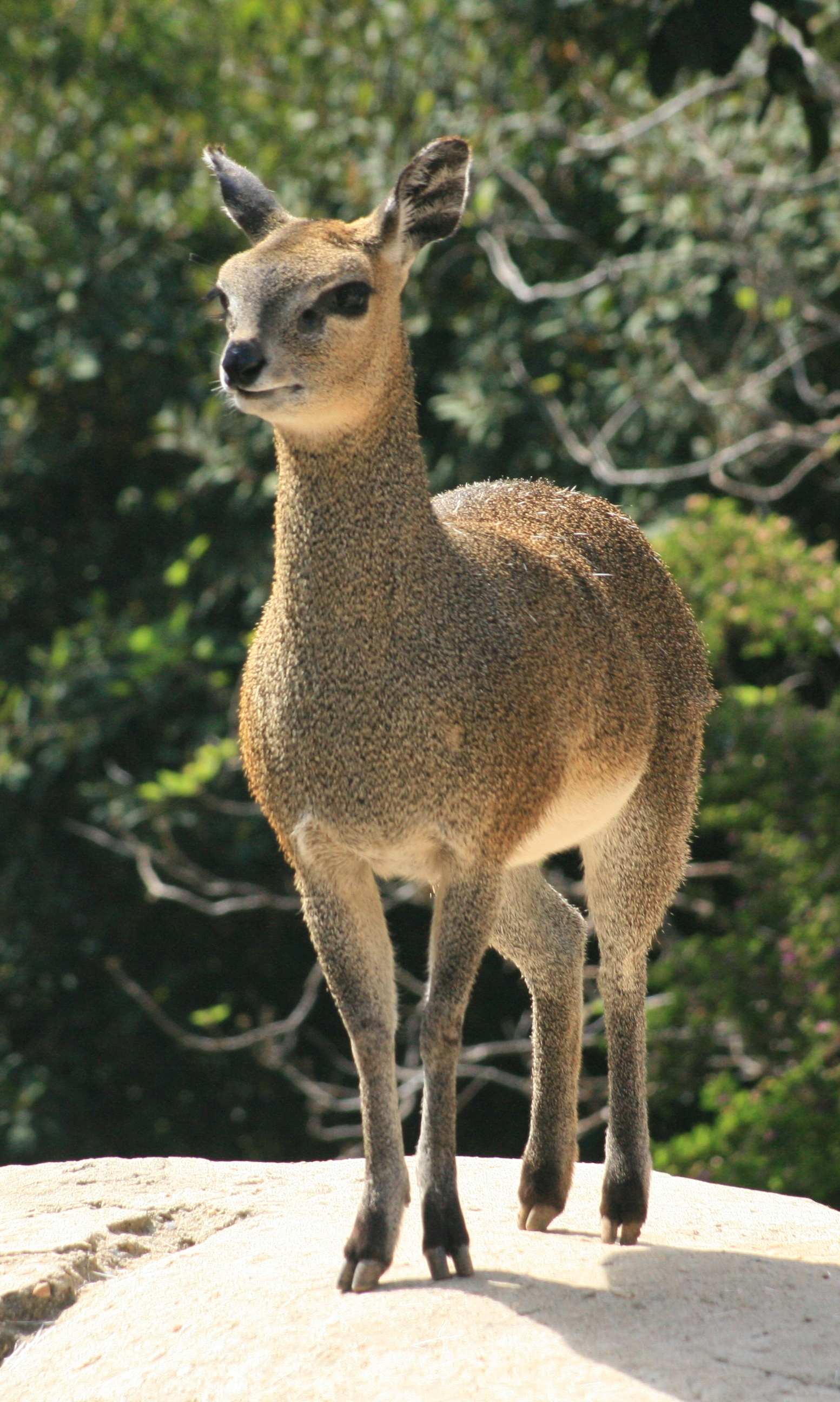
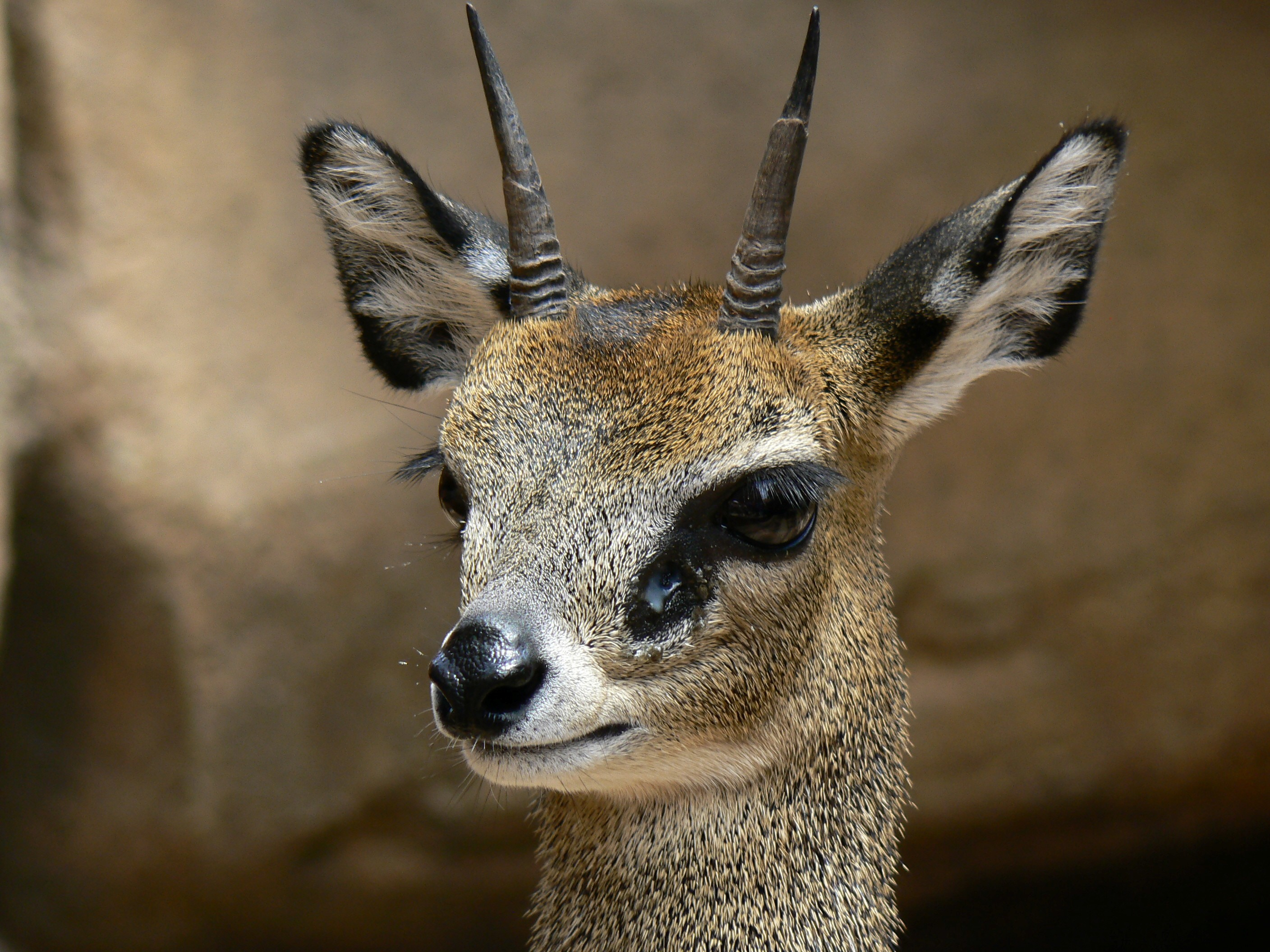
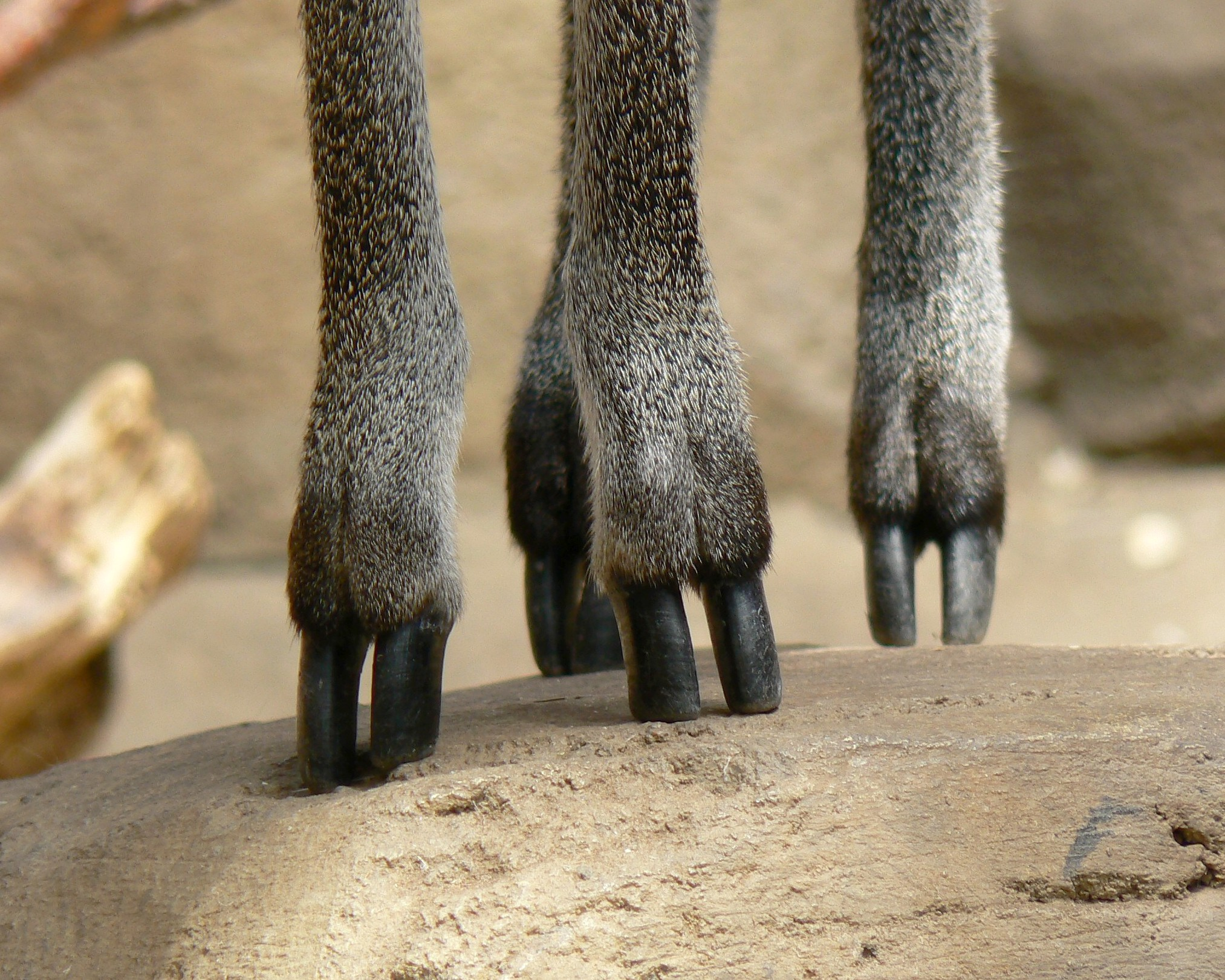